# Herrschaftsgericht Guttenberg
Das Herrschaftsgericht Guttenberg war ein Herrschaftsgericht der Herren von Guttenberg in Guttenberg. Es bestand von 1819 bis 1848. Bis 1837 war es Teil des Mainkreises, ab 1838 gehörte es zu Oberfranken. 1848 wurde es in eine Gerichts- und Polizeibehörde umgewandelt, die 1849 erlosch.

## Geschichte
Vorläufer war im Heiligen Römischen Reich Deutscher Nation das Burggericht Guttenberg der Herren von Guttenberg. Dieses gelangte 1802 an das Herzogtum Bayern und wurde 1803 im Verlauf der Verwaltungsneugliederung Bayerns durch das Patrimonialgericht Guttenberg ersetzt, das nur noch beschränkt die Gerichtsbarkeit für sich beanspruchen konnte. Mit der Bildung des Mainkreises im Jahr 1806 wurde es diesem zugewiesen, mit der Gründung des Landgerichts Münchberg und des Rentamtes Münchberg im Jahr 1812 unterstanden die Orte des Patrimonialgerichtes diesen Verwaltungseinheiten. Gleichzeitig wurde bis 1816 die Bildung eines Herrschaftsgerichtes angestrebt, zu der die Orte der Steuerdistrikte Eppenreuth, Guttenberg, Untersteinach und Sauerhof gehören sollten. Eine Genehmigung hierfür gab es allerdings nicht. Drei Jahre später, am 6. Mai 1819, kam es zur Bildung eines Herrschaftsgerichtes zweiter Klasse, das unmittelbar für die Verwaltung und mittelbar für die Rechtsprechung zuständig war; unmittelbar war nach wie vor das Landgericht Münchberg zuständig. Ab dem 1. Oktober 1840 war hierfür das Landgericht Stadtsteinach zuständig. Am 1. Oktober 1848 wurde das Herrschaftsgericht in eine königliche Gerichts- und Polizeibehörde umgewandelt, die am 16. Oktober 1849 erlosch. Seitdem gehörten die Gemeinden uneingeschränkt zum Landgericht Stadtsteinach. Die Finanzverwaltung wurde für Triebenreuth am 1. Oktober 1840 vom Rentamt Stadtsteinach übernommen, am 1. Oktober 1853 schließlich für sämtliche Gemeinden.

## Lage
Das Herrschaftsgericht hatte eine Fläche von 3⁄4 Quadratmeile (≙ 42 km²). In den 1820er Jahren hatte es 2600 Einwohner, die in 46 Orten lebten. Im Norden grenzte das Herrschaftsgericht Heinersreuth an, im Westen und Süden das Landgericht Stadtsteinach und im Osten das Landgericht Münchberg.

## Struktur

### Steuerdistrikte
Das Herrschaftsgericht Guttenberg hatte zwei Steuerdistrikte:
- Eppenreuth mit Gösmes, Grünlas, Hetzenhof, Hintererb, Horbach, Hüttenbach, Mehlthaumühle, Mesethmühle, Rappetenreuth, Schindelwald, Vollauf, Vollaufmühle, Walberngrün, Waldhermes und Weißenstein und Zegast;
- Guttenberg mit Baiersbach, Breitenreuth, Buch, Eeg, Fichten, Guttenberger Hammer, Hohenreuth, Hübnersmühle, Kaltenstauden, Kollerbachsmühle, Maierhof, Messengrund, Möhrenreuth, Neuenwirtshaus, Pfaffenreuth, Schroth, Schwärzleinsdorf, Spitzberg, Streichenreuth, Tannenwirtshaus, Torkel, Torschenknock, Traindorf, Triebenreuth, Vogtendorf (Guttenberg), Vogtendorf (Stadtsteinach), Weidmes und Weiglas.

### Gemeinden
Mit dem Zweiten Gemeindeedikt (1818) wurden 10 Ruralgemeinden gebildet:
- Eppenreuth mit Mehlthaumühle, Schindelwald und Vollauf;
- Gösmes;
- Grünlas mit Waldhermes;
- Guttenberg mit Breitenreuth, Buch, Eeg, Fichten, Kaltenstauden, Maierhof, Messengrund, Möhrenreuth, Neuenwirtshaus, Pfaffenreuth, Schroth, Spitzberg, Streichenreuth, Torkel, Torschenknock und Vogtendorf;
- Horbach mit Mesethmühle, Vollaufmühle und Weißenstein;
- Rappetenreuth mit Zegast;
- Traindorf mit Baiersbach, Hohenreuth und Tannenwirtshaus;
- Triebenreuth mit Kollerbachsmühle und Schwärzleinsdorf;
- Walberngrün mit Hetzenhof, Hintererb, Hüttenbach und Mesethmühle;
- Weidmes mit Guttenberger Hammer, Hübnersmühle und Weiglas.